# Чирков, Артём Валерьевич
Артём Вале́рьевич Чирко́в (род. 3 апреля 1979 года, Ленинград) — российский контрабасист, концертмейстер группы контрабасов Санкт-Петербургской академической филармонии им. Д. Д. Шостаковича с 2004 по 2022 год, с 2022 года и по настоящее время концертмейстер группы контрабасов симфонического оркестра MusicÆterna, о снователь и художественный руководитель ежегодного международного фестиваля «Мир контрабаса», член совета директоров Фонда Брадетича (Bradetich Foundation, США), преподаватель.

## Биография

### Образование
С пяти лет начал обучаться музыке: сначала на виолончели, с 16 лет — на контрабасе. По окончании средней специальной музыкальной школы Санкт-Петербургской государственной консерватории им. Н. А. Римского-Корсакова поступил в Санкт-Петербургскую государственную консерваторию им. Н. А. Римского-Корсакова в класс Александра Алексеевича Шило. В период обучения принял участие в создании квартета контрабасов QuattroBass под управлением А. А. Шило, параллельно совершенствовал мастерство с артистом Государственного академического Мариинского театра, виолончелистом Р. Б. Гималетдиновым.
В 2001 году по приглашению немецкого профессора Клауса Трумпфа, отметившего талант молодого музыканта на одном из международных конкурсов, поступил в Мюнхенскую высшую школу музыки и театра, Германия.

### Профессиональный опыт
После переезда в Германию стал участником ансамбля Bassiona Amorosa, который в 2003 году получил от Европейского культурного фонда Pro Europa (Люцерн, Швейцария) премию «Лучший квартет года» за «выдающийся художественный талант и блестящее виртуозное исполнение». В 2014 году в составе ансамбля был удостоен престижной премии Германии в области классической музыки ECHO KLASSIK в номинации «Классика без границ» и в 2015 году с альбомом Triumvirate номинирован на музыкальную премию американской Национальной академии искусства и науки звукозаписи «Грэмми».
В 2004 году по результатам конкурсного прослушивания поступил на службу в Заслуженный коллектив России Академический симфонический оркестр Санкт-Петербургской филармонии под управлением Ю. Х. Темирканова, получив место солиста и концертмейстера группы контрабасов, при этом стал самым молодым концертмейстером в истории оркестра.
В 2018 году принял участие в создании уникального музыкального коллектива «Короли контрабасов», в составе которого осуществляет активную концертную деятельность (выступления в Санкт-Петербургской академической филармонии, Московском концертном зале «Зарядье», на Зимнем международном фестивале искусств в Сочи Ю. А. Башмета и Транссибирском арт-фестивале В. В. Репина).

### Сольная карьера
В качестве солиста даёт многочисленные концерты по всему миру. Обширный репертуар музыканта включает не только популярные произведения, но и малоизвестные сочинения, а также оригинальные аранжировки. Регулярно исполняет премьеры произведений современных композиторов.
Выступал на фестивалях Pablo Casals в Прад (Франция) и Сан-Хуане (Пуэрто-Рико), Международном музыкальном фестивале «Посвящение Олегу Кагану» в Кройте (Германия), Кобургском музыкальном фестивале (Германия), Музыкальном фестивале в Виана-ду-Каштелу (Португалия), Музыкальном фестивале Мапуту (Мозамбик), фестивалях Bass2010 (Германия) и iPalpiti (США). Регулярный участник Международной недели контрабаса Zmok Wojnowice (Польша).
Регулярно выступает в таких залах, как Карнеги-холл в Нью-Йорке, Государственный академический Большой театр России, Санкт-Петербургская академическая филармония им. Д. Д. Шостаковича, Большой зал Московской государственной консерватории им. П. И. Чайковского, Берлинская, Мюнхенская, Белградская и Пражская филармонии, а также различные концертные залы и театры Германии, Франции, Швейцарии, Италии, США и стран Азии.

### Творческое сотрудничество
Партнёрами по сцене в разное время были дирижёры: Юрий Темирканов, Зубин Мета, Марис Янсонс, Урош Лайович, Джанлуиджи Гелметти, Кристоф Кампестрини; музыканты: Наталья Гутман, Элисо Вирсаладзе, Пласидо Доминго; коллективы: Заслуженный коллектив России Академический симфонический оркестр Санкт-Петербургской филармонии, Симфонический оркестр Баварского радио, Мюнхенский и Кёльнский филармонические оркестры, ORF - симфонический оркестр Венского радио (Австрия), Мекленбургский государственный оркестр Шверина (Германия), Симфонический оркестр Белградской филармонии (Сербия), Симфонический оркестр Форт-Уэрта (США), Симфонический оркестр государственной филармонии в Брно, Пражский камерный оркестр (Чехия), оркестр Государственного Эрмитажа «Санкт-Петербургская камерата» (Россия), Фестивальный оркестр Виана-ду-Каштелу (Португалия), Государственный квартет имени Бородина, Квартет имени Танеева (Россия), Квартет имени Разумовского (Австрия), Квартет имени Давида Ойстраха (Россия – Швейцария).
Регулярно исполняет премьеры старинных произведений, восстановленных из утерянных архивов, и произведений современных композиторов. Среди них — семичастный концерт для контрабаса и контрабас-балалайки с симфоническим оркестром «Лепорелло & Джованни» Энйотта Шнайдера, Концерт для квартета контрабасов и симфонического оркестра «Bridges» Штефана Шэфера, а также контрабасовый концерт-баллада в сменных стилях от классики до рока «The Witcher» (по сюжету книги Анджея Сапковского «Ведьмак» и по мотивам одноимённой популярной компьютерной игры). В рамках последнего музыкант совместно с композитором Ильёй Мищенковым совершил прорыв в развитии контрабаса, применив классические технологии игры на электронном контрабасе и реализовав на классическом инструменте популярные тенденции электронной музыки.

### Конкурсы и премии
- Международный конкурс для сольного контрабаса Jeff Bradetich[англ.] Foundation, Дентон (США) — лауреат первой премии и гран-при[17]
- Международный конкурс им. И. М. Шпергера[нем.], Германия — лауреат первой премии[18]
- Международный конкурс для сольного контрабаса в Брно[англ.], Чехия — лауреат первой премии[19]

## Дискография
В составе ансамбля контрабасов Bassiona Amorosa записал более 10 дисков:
- Bassiona Amorosa live in der Konzertkirche Neubrandenburg (2002 г.)[20]
- Live In Der Philharmonie Berlin (2003 г., двойной диск)[21]
- Voyage: Music by Stefan Schäfer (2005 г.)[22]
- Live in Los Angeles (2006 г., двойной диск)[23]
- Music for Double Bass Ensemble (2009 г.)
- Four Double Basses in Concert (2011 г.)[24]
- Inspiration (2012 г.)[25]
- International Double Bass Ensemble Collection: Populär Klassisch bis Klassisch Populär (2013 г.)[26]
- International Double Bass Ensemble Collection: Modern Music (2013 г.)[27]
- International Double Bass Ensemble Collection: Live in Los Angeles 2006 (2013 г., ремастеринг двойного диска 2006 г.)
- International Double Bass Ensemble Collection: Philharmonie Berlin 2003 (2013 г., ремастеринг двойного диска 2003 г.)
- Boundless (2014 г.)[28]
- International Double Bass Ensemble Collection: Bassiona Klassik (2015 г.)[29]
- Carneval De Bassiona (2018 г.)[30]
- Live & Remastered: The 25th Anniversary Edition (2020 г.)[31]

Сольные CD-диски с камерным ансамблем, а также в сопровождении симфонического оркестра:
- Reminiscences of the 20th Century (2012 г.)[32]
- Walter Ross: Triumvirate (2014 г.)
- Beyond: Nino Rota, Walter Ross (2015 г.)[33]
- Impromptus of the Soul: Piazzolla, Bolling, Proto (2015 г.)[34]
- Reminiscence of the 20th Century (2015 г., ремастеринг и переиздание в серии лейбла Nasswetter Music Group: Beyond, Impromptus, Reminiscence)
- Krasnoyarsk Counterpoints (2020 г.)[35]